# دوران دیرینه‌سنگی ایران
| تقسیم‌بندی سه‌گانه اعصار |                         |           |          |
| عصر تاریخی             |                         |           |          |
| دوره لا تن             | دوره لا تن              |           | نیاتاریخ |
| دوره هالشتات           |                         |           | نیاتاریخ |
| عصر آهن                |                         |           | نیاتاریخ |
| پسین                   |                         |           | نیاتاریخ |
| میانه                  |                         |           | نیاتاریخ |
| پیشین                  |                         |           | نیاتاریخ |
| عصر برنز               |                         |           | نیاتاریخ |
| دوران نوسنگی           | عصر مس                  |           | نیاتاریخ |
| دوران نوسنگی           | نوسنگی با سفال          | پیشاتاریخ |          |
| دوران نوسنگی           | نوسنگی پیش از سفال ب    | پیشاتاریخ |          |
| دوران نوسنگی           | نوسنگی پیش از سفال آ    | پیشاتاریخ |          |
| میان‌سنگی               | میان‌سنگی، فراپارینه‌سنگی | پیشاتاریخ |          |
| پارینه‌سنگی             | پسین                    | پیشاتاریخ |          |
| پارینه‌سنگی             | میانه                   | پیشاتاریخ |          |
| پارینه‌سنگی             | پیشین                   | پیشاتاریخ |          |
| عصر سنگ                |                         | پیشاتاریخ |          |

هرچند کاوش در مکانهای دوران پارینه‌سنگی در ایران محدود بوده است، ولی با توجه به موقعیت جغرافیایی فلات ایران، این سرزمین تنها پل طبیعی بوده است که انسان شکارچی-گردآورنده در مهاجرت از آفریقا به جنوب آسیا می‌توانسته از آن بگذرد. غار دربند رشی، قدیمی‌ترین سکونتگاه تاریخ‌گذاری شده انسان در ایران است. طبق مطالعات جدید این غار پیش از ۲۰۰ هزار سال پیش جایگاه شکارچیان عصر سنگ بوده است.
سکونتگاه‌های انسان اولیه در پارینه‌سنگی میانی، بیشتر در غارهای ناحیه زاگرس شامل غار قبه، غار بیستون، و پناهگاه صخره ای ورواسی، بابا یوان و دارای کشف شده است. این مکان‌ها در دشتهای مرتفع میان‌کوهی زاگرس قرار دارند و احتمالاً در بخشی از سال مورد استفاده بوده‌اند. بقایای جانوری شکار شده بیشتر مربوط به بزکوهی و همچنین اسب‌سانان مانند گورخر است. در دوره پارینه‌سنگی جدید، علاوه بر غارها و پناهگاه‌ها سکونتگاه‌های در فضای باز هم واقع شده است که از نمونه‌های آن می‌توان از سفیدآب نزدیک کاشان و گرم رود در مازندران نام برد. فرهنگ رایج این دوره در زاگرس فرهنگ برادوستی(Baradostian) است که ویژگی آن ساخت ابزارهای سنگی تیغه و ریز تیغه و استفاده از زیورآلات ساخته شده از صدف و دندان حیوانات است. فرهنگ دوره بعدی فراپارینه سنگی فرهنگ زرزی(Zarzian) نام دارد. در قیاس با فرهنگ موستری دوره پارینه سنگی میانی، فرهنگ برادوستی (۴۰۰۰۰ تا ۲۰۰۰۰ سال پیش) توان ساخت انواع بیشتری از ابزارها را داشته و تکنیک‌های پیشرفته تری برای ابزارسازی به کار گرفته است. ساخت ابزارهای تیغه‌ای احتمالاً نشانه بهره‌گیری بیشتر از گیاهان است. فرهنگ زرزی که از ۲۰۰۰۰ تا ۱۲۰۰۰ قبل رواج داشته است، احتمالاً از فرهنگ برادوستی برآمده باشد، یا با فاصله زمانی از آن شکل گرفته باشد.
ویژگی کلی دوره‌های پارینه سنگی ایران به این قرار است:

## پارینه‌سنگی قدیم
فرهنگهای مرتبط با پارینه سنگی قدیم ایران شامل فرهنگ ساطور ابزار الدوایی و فرهنگ تبر دستی آشولی هستند. کهنترین شواهد این دوره که مربوط به فرهنگ الدوان است و در اطراف رودخانه کشف رود در شرق مشهد یافت شده است. این شواهد شامل تعدادی ابزار سنگی ساخته شده از کوارتز است که شامل تراشه و ساطور ابزار هستند. طبق نظر کاشفین این مجموعه حداقل ۸۰۰ هزار سال قدمت دارد. از فرهنگ آشولی نیز مدارک بیشتری در شمال غرب و غرب کشور بدست آمده است. برخی از مکانهای مهم شامل گنج پر در رستم‌آباد گیلان، شیوه تو در نزدیکی مهاباد، پل باریک در هلیلان بین کرمانشاه و ایلام هستند.مطالعه‌های باستان‌شناختی انجام شده در ۳۳ محوطه تاریخی پیرانشهر، بیانگر قدمت ۳۰۰ هزار ساله سکونت در شهرستان پیرانشهر بوده است.

## پارینه‌سنگی میانی
در این دوره شواهد بیشتری در غارها و پناهگاه‌ها یافت شده است که اغلب مربوط به زاگرس مرکزی هستند. این دوره از حدود ۲۰۰ تا ۱۵۰ هزار سال پیش شروع شده و تا حدود ۴۰ هزار سال پیش ادامه داشته است. انسان‌های نئاندرتال در این دوره در ایران می‌زیستند که بقایای اسکلت آن‌ها در غار بیستون و غار وزمه یافت شده است. مکانهای مهم این دوره غارهای غار بیستون، پناهگاه یا غار ورواسی، غار دواشکفت و غار ملاورد در شمال کرمانشاه، قمری و پناهگاه گرارجنه در اطراف خرم‌آباد، پناهگاه دارای در کردستان، کی آرام در نزدیکی گرگان، غار تمتمه در نزدیکی ارومیهغار خونیک واقع در نزدیکی بیرجند هستند. (شهمیرزادی؛ ۱۲۲:۱۳۹۱)

## پارینه‌سنگی جدید
پارینه‌سنگی جدید ایران از حدود ۴۰ هزار سال پیش آغاز و تا حدود ۲۰ هزار سال پیش ادامه یافته است. آثار این دوره در اطراف کرمانشاه، خرم‌آباد، مرو دشت و کاشان یافت شده است. فرهنگ ابزارسازی این دوره تیغه و ریز تیغه برادوستی است.

## فراپارینه سنگی
عمل ذخیره کردن در مورد مواد غذایی که منشأ گیاهی داشتند، مانند غلات و حبوبات انجام می‌شد. انسان شناسان و باستان شناسان دوران گردآوری غذا را دوره فراپارینه سنگی می‌نامند و چون صنایع و ابزارهای سنگی را از یک پناهگاه سنگی به نام زارزی یافتند که از صنایع دوره پیشین که دوره برادوست نامیده می‌شد متفاوت بود این نام‌گذاری اولین بار توسط خانم دورتی گارود در سال ۱۹۲۸ وارد اصلاحات باستان‌شناسی شد و به
صنعت ابزارسازی دوره فراپارینه سنگی منطقه، از جمله ایران، اطلاق شد و شروع این دوره از حدود ۲۰ هزار سال پیش آغاز شد و تا آغاز دوران تولید غذا در دوران هولوسن، یعنی حدود ۱۲ هزار سال پیش، ادامه پیدا می‌کند. از ویژگی‌های صنعت ابزار سنگی این دوران تولید و استفاده از ریز تیغه‌ها، به ویژه ریز تیغه‌های هندسی، است ریز تیغه‌های هندسی را معمولاً به اشکال مثلثی، هلالی و ذوزنقه‌ای می‌ساختند. (شهمیرزادی؛ ۱۳۰٫۱۳۱:۱۳۹۱) مهم‌ترین آثار دوره فراپارینه سنگی در پناهگاه ورواسی، غار کناچه در کرمانشاه، پناهگاه پاسنگر در لرستان و غارهای هوتو، کمربند و علی تپه در مازندران شناسایی شده است.

## بنمایه
- تاریخ ایران پیش از آریایی‌ها